# Pelurga
Genre
Pelurga est un genre de lépidoptères (papillons) de la famille des Geometridae.
En Europe, ce genre ne comprend qu'une espèce :
- Pelurga comitata (Linnaeus, 1758) - Cidarie accompagnée